# Pianoconcert voor twee piano's (Berkeley)
Lennox Berkeley componeerde zijn Concert voor twee piano's en orkest opus 30 in 1948.

## Achtergrond
Berkeley componeerde dit pianoconcert net nadat hij zijn pianoconcert voor één piano had voltooid. Het is geschreven voor muzikantenechtpaar Cyrill Smith en Phyllis Sellick. Zij verzorgden dan ook de première van het werk in de Royal Albert Hall in december 1948 onder leiding van dirigent Malcolm Sargent. Na een aantal uitvoeringen van dit werk (tot 1956) werd Smith getroffen door een infarct met als resultaat dat hij zijn linkerarm niet meer kon gebruiken. Zij konden deze muziek niet meer uitvoeren.

## Vorm
Lennox wilde geen dubbelconcert schrijven, waarbij de twee solisten strijden met het orkest. In dit geval is het eigenlijk een pianoconcert, waarbij gezien de hoeveel thema's 2 pianisten nodig zijn; ze trekken bijna het gehele werk gezamenlijk op tegen het orkest. Hoewel Berkeley's muziek vaak toe te delen is aan de muzikale stromingen van de Klassieke muziek uit de 20e eeuw, hebben de klassieke invloeden hier de overhand. Sommige delen (met name variaties 6 en 7) lijken uit het tijdperk van Mozart te zijn weggelopen. Berkeley had grote bewondering voor die componist.
Het concert is deels geschreven in de klassieke vorm; het bestaat uit een deel (I) en een deel (II). Deel (I) is opgebouwd conform de antieke concertovorm met een scherzo in het midden; deel (II) is opgebouwd als een thema met variaties:
1. I - Molto moderato - Allegro - Lento
2. II - Theme and variations
  - Thema - Moderato
  - Variatie 1 - Allegro ma non troppo''
  - Variatie 2 - L'istesso tempo
  - Variatie 3 - Allegro
  - Variatie 4 - Adagio
  - Variatie 5 - Vivace
  - Variatie 6 - Andante - Poco meno mosso
  - Variatie 7 - Tempo di valse - un poco meno vivo
  - Variatie 8 - (orkest tacet): Allegro
  - Variatie 9 - (piano's tacet): Lento
  - Variatie 10 - (orkest tacet): Andante con moto
  - Variatie 11 - L'istesso tempo

Het werk duurt ongeveer een half uur.

## Bron en discografie
- Uitgave Chandos; Katryn Scott en Howard Shelley met het BBC National Orchestra of Wales; o.l.v. Richard Hickox.